# Julia Álvarez Icaza
Julia Álvarez Icaza Ramírez es una abogada, ambientalista, activista, analista y política mexicana, ha acompañado causas relacionadas con la agricultura y el maíz. En agosto de 2024 fue nombrada por Clara Brugada como titular de la Secretaría del Medio Ambiente de la Ciudad de México.
Nieta del político mexicano, pionero y defensor de los derechos humanos José Álvarez Icaza y Luz María Longoria Gama. Hija de Pedro Álvarez Icaza Longoria.  

## Trayectoria
Es licenciada en Derecho por la Universidad Nacional Autónoma de México. Trabajó en organizaciones de la sociedad civil, sobre todo en temas relacionados con género, derechos humanos y problemáticas socioambientales.
Desde muy joven participó en proyectos de desarrollo comunitario, como Ashoka, Alfabetiza ¡campaña de alfabetización para adultos!, Tlalana, entre otros, donde trabajó proyectos culturales y de cultura de paz en comunidades en el Ajusco, Tlalpan, alfabetizó en comunidades rurales del país y apoyó en la conformación de la colectiva “Obreras Insumisas” con trabajadoras de la maquila en Tehuacán, Puebla.
Colaboró en el Instituto de Investigaciones Jurídicas de la UNAM como asistente de investigación y participó en la Revista Derecho Crítico, además colaboró en la Comisión Interamericana de Derechos Humanos en el área de peticiones y casos, fue parte del equipo jurídico de Demanda contra el Maíz Transgénico que en 2023 recibió el premio “Pax Natura”, y de la Campaña Nacional Sin Maíz No Hay País.
Es especialista en cadenas cortas agroalimentarias, fundadora e integrante de las Redes Alimentarias Alternativas de la Ciudad de México, colaboró en la organización Semillas de Vida donde coordinó la Escuela Campesina y el proyecto de aval de maíz nativo, además encabezó el trabajo con una red de mujeres maestras nixtamaleras en la alcaldía de Tlalpan, CDMX.  Por más de 10 años trabajó con campesinas del suelo de conservación de la Ciudad de México en proyectos de comercio justo, producción agroecológica y coordinó una red de agroturismo en el sur de la capital, además ha desarrollado diferentes proyectos de conservación y manejo de la zona chinampera de la capital.Fue cofundadora del proyecto "Mercado Alternativo de Tlalpan", una propuesta para generar espacios de comercio justo con productores del Suelo de Conservación de la Ciudad de México. 
Formó parte del proyecto Conachyt De la Milpa a la Mesa y del Diplomado sobre litigio estratégico en Derechos Económicos, Sociales, Culturales y Ambientales del Instituto de Investigaciones Jurídicas/UNAM y PAOT.
Trabajó en el litigio estratégico del Sindicato Independiente de Trabajadores Agrícolas en San Quintín, Baja California. Trabajó en el litigio estratégico para la defensa de trabajadores y trabajadoras del Sindicato Independiente de Trabajadores Agrícolas en San Quintín, Baja California y en la defensa de los derechos de tierra y territorio de comunidades agrarias frente a empresas transnacionales en el Istmo de Tehuantepec, Oaxaca. 
Ha sido parte de los colectivos Alza la Voz, Mujeres en Resistencia Pacífica y actualmente es integrante del proyecto Mujeres en Espiral: Sistema de Justicia, Perspectiva de Género y Pedagogías en Resistencia, que trabaja con mujeres ex carceladas y privadas de su libertad en Santa Marta Acatitla, coordina el área de Justicia Restaurativa en el Centro de Investigaciones y Estudios de Género de la UNAM, la Clínica de Justicia y Género Marisela Escobedo y el seminario de Justicia Restaurativa de la misma institución, es integrante del Grupo de Trabajo de Género y Derechos Humanos de la red Latinoamericana Interdisciplinaria de Género de la Universidad de Yale. 
Escribe periódicamente y coordina un espacio mensual de “Áreas Comunes” en la Revista “Sentido Común”. Así como en otros medios escritos, participa de manera regular en medios de comunicación, tanto en televisión como en radio, es colaboradora en Radio Fórmula 104.1 FM
Fue parte del Consejo Asesor de Clara Brugada y co-coordinadora de vocerías de su campaña a la Jefatura de Gobierno, así como vocera de Claudia Sheinbaum en su campaña a la Presidencia de la República.